# Охики
Охики (яп. 尾曳) — карликовая декоративная порода кур. Настоящая карликовая курица, существует только в миниатюрной форме, соответствующая крупная форма отсутствует.
Название породы означает «волочащийся хвост». Известно, что в Южной Японии куры с таким хвостом имелись уже в 1780 году. Порода происходит из префектуры Коти на Сикоку. Детали происхождения неясны. Предполагают, что она выведена в начале XVIII века скрещиванием пород онагадори и нагасаки. По другим данным, в середине XIX века длиннохвостые породы скрещивались с бентамками, пекинскими карликовыми курами и японскими шабо. В Европу порода ввезена в XX веке. Вероятно, охики использовались при создании породы феникс.
Птица низкого роста, приземистая, округлых очертаний. Туловище широкое, грудь немного выпирает вперёд, живот наполненный. Плечи и спина широкие. Голени короткие, полностью скрыты под оперением, цевки короче средних, но снабжены длинными заострёнными шпорами. Крылья держатся низко, концы почти касаются земли, у куриц крылья держатся выше. Гребень небольшой, листовидный, слегка приподнятый к концу. Серёжки соразмерные, ушные мочки круглые или овальные, желтовато-белого цвета. Глаза оранжево-красные, большие. Клюв средней величины, светлый.
Оперение обильное, мягкое. На шее роскошная грива, скрывающая плечи. Хвост должен быть очень широким, закручивающимся в кольцо. Серповидные перья очень длинные и узкие, имеют мягкие стержни и у взрослых петухов образуют шлейф, длина которого может достигать 1 метра. Рулевые перья хорошо расставлены, длинные кроющие перья спускаются до земли, образуя боковые подвески. Стандартный окрас золотисто- и серебристогривый.
Масса петуха 0,9 кг, курицы 0,7 кг. Цвет скорлупы яиц палевый.